# Tokariw
Tokariw (ukr. Токарів) – wieś na Ukrainie, w obwodzie żytomierskim, w rejonie nowogrodzkim. W 2001 roku liczyła 805 mieszkańców.